# Paolo Sottocorona
Paolo Sottocorona (Firenze, 17 dicembre 1947) è un meteorologo e conduttore televisivo italiano.

## Biografia
Dopo gli studi classici, Paolo Sottocorona frequenta quattro anni di Ingegneria. Nel 1972 entra come ufficiale nel Servizio Meteorologico dell'Aeronautica Militare e fino al 1986 è attivo all'Aeroporto di Guidonia. Qui diventa anche Ufficiale addetto dell'Ufficio Meteorologico; dal 1986 è Capo Turno responsabile della Sala Previsioni presso il Centro Nazionale di Meteorologia fino al 1993, quando Sottocorona decide di lasciare l'Aeronautica con il grado di capitano.
Nello stesso periodo realizza la rubrica delle previsioni del tempo per la trasmissione televisiva Unomattina. Nel frattempo, nel 1989 partecipa alla 5ª Spedizione Italiana in Antartide, svolgendo attività di meteorologo e di addetto alla Sala Operazioni.
Per due anni, a partire dal 1993, il primo approdo a TMC (Telemontecarlo) dove è autore e presentatore di una rubrica di previsioni meteorologiche nella trasmissione-contenitore Tappeto volante, tramite la società TELESIA. Con la stessa società elabora anche dati meteorologici per RAI 3 e la SNAM.
Per Geo & Geo (RAI 3), tra il 1996 e il 1998 è autore ed interprete di oltre 110 numeri di una rubrica di divulgazione meteorologica.
Ha esperienze ultraventennali come istruttore di vela e capobarca presso il Centro Velico Caprera. Collabora inoltre con la Federazione Italiana Vela come formatore dei docenti e degli istruttori. Oltre ad articoli di argomento meteorologico, velico e marino, nel 1997 pubblica un piccolo manuale divulgativo: Una finestra sul cielo.
Torna a TMC nell'estate del 1999 dove è autore e conduttore di 12 puntate di La posta del Meteo, rubrica settimanale di approfondimenti e divulgazione, coinvolgendo anche il pubblico a casa. Stessa cosa quando, nell'estate 2000, è autore e conduttore di 55 numeri di Sotto questo Sole, striscia quotidiana di informazione stagionale su clima, ambiente, salute, viaggi ed altro. Da gennaio 2000 a gennaio 2001 si occupa anche delle previsioni meteorologiche per Radio Capital.
Confermato nella rete dopo il cambio in LA7, collabora dal 2002 per le previsioni del tempo, in onda ogni mattina dopo la rassegna stampa alle 7:32 e al termine del TG alle 7:55. Durante la mattinata all'interno di Coffee Break alle 10:30 e L'Aria che tira alle 13:00. Scrive articoli e reportage per il sito Centrometeo, del quale si avvale talvolta di mappe meteo da illustrare ai telespettatori. Pubblica, nel 2010, per LaFeltrinelli, il libro di divulgazione per bambini intitolato Che cosa sanno le nuvole?.
Curiosità: Su Televideo RAI alla pagina dei programmi di La7 (511 o 468 di Rai3) è annotato alle 07:55 "Le previsioni del tempo di Paolo Sottocorona".